# 沃伊尼基

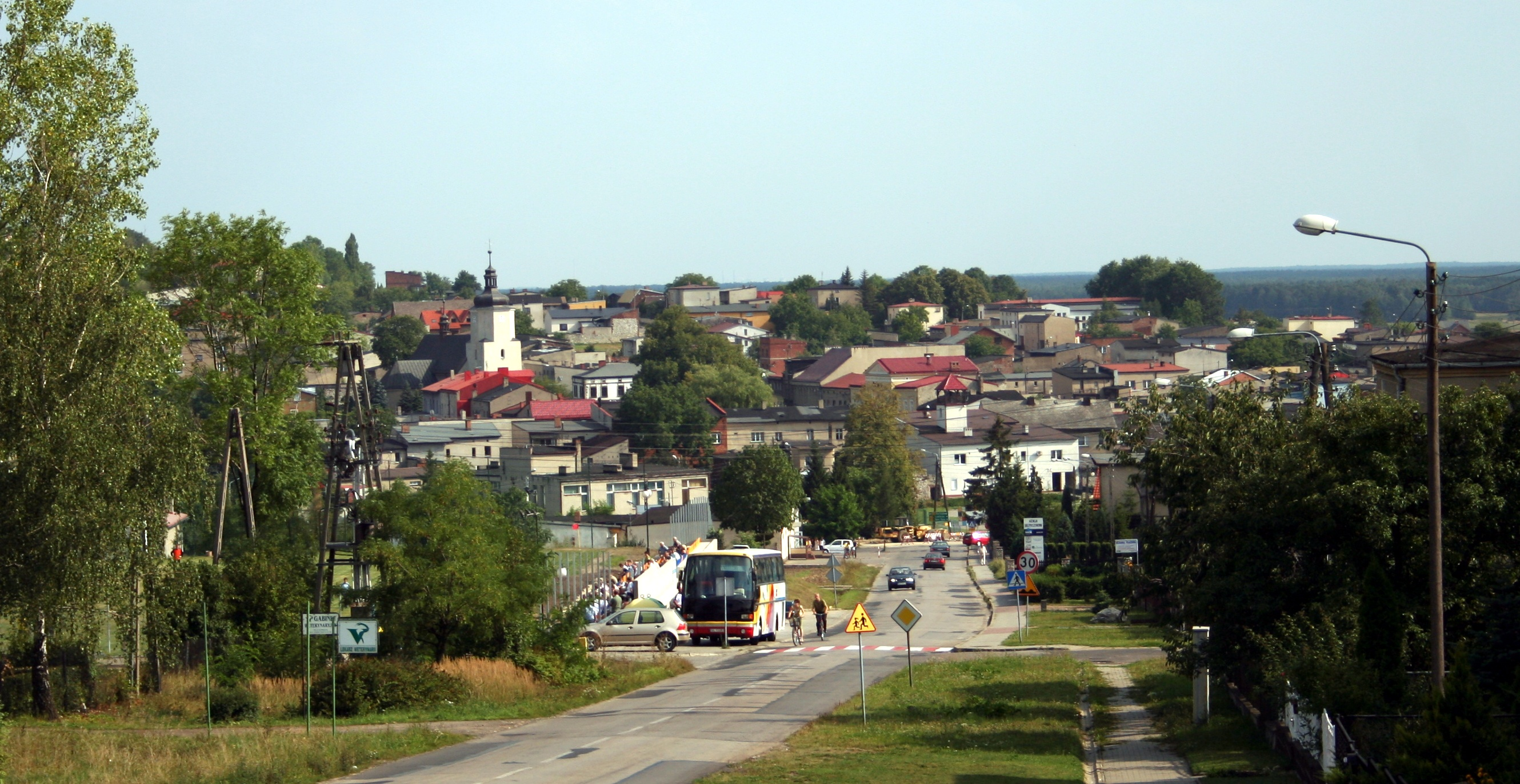

沃伊尼基是波蘭的城鎮，位於該國南部，距離首府卡托維治50公里，由西里西亞省負責管轄，面積71.01平方公里，鎮上的大會堂建於1858至1862年，2010年人口4,389。

## 外部連結
- Official website （页面存档备份，存于）

50°35′N 19°03′E / 50.583°N 19.050°E